# Hóquei em patins do Sporting Clube de Tomar
O Sporting Clube de Tomar celebrou em 2015 cem anos de vida. Nasceu como a maioria dos pequenos Clubes de província. Um grupo de estudantes – Maia Pereira, Júlio Bento, António Quintas, Augusto Correia, Amorim Rosa, António Coelho, Domingos Vistulo, António Souto, entre outros, desejosos de engrandecerem a sua terra, lançam a ideia de criarem um grupo desportivo.
A iniciativa encontra receptividade, as adesões multiplicam-se e em 26 de Fevereiro de 1915, fundam o Sporting Clube de Tomar. Escolhem para emblema a Cruz de Cristo sobre o Escudo Preto e iniciam a sua atividade desportiva com a Ginástica e o Futebol.
Da sua fundação aos dias de hoje são 100 anos em defesa dos interesses do desporto e da juventude, procurando dignificar a cidade que representa, também no plano cultural e social.
No plano desportivo a vida do clube caracteriza-se por dois períodos distintos: - aquele em que a sua atividade principal é o Futebol e que vai da sua fundação até 1950; e o que vai daquela data até hoje, em que o Hóquei em Patins constitui a sua modalidade principal, integrando todos os escalões, dos Bambis aos Seniores, mas o seu ecletismo está bem evidenciado nas outras modalidades que lhe dão vida e prestígio.
O Badminton, Campismo, Futebol de Salão, Patinagem Artística, Pesca Desportiva e o Tiro com Arco, foram modalidades com relevo para a formação de atletas internacionais e de Campeões Nacionais que muito prestigiaram o Clube.
Hoje, para além do Hóquei em Patins, que inclui todos os escalões de formação, possuem atividades como a Patinagem Artística, o Ténis de Mesa (não competitivo), o Judo e o Krav Maga. Atualmente, o Pavilhão Municipal Patrícia Sampaio é a “casa” do Clube, estando aí a sua Sede Social.

## História
Inaugurado o ring de patinagem, pode afirmar-se que toda a cidade fica a dever ao Sporting de Tomar saber patinar. Sem complexos, são os jovens de tenra idade, adolescentes e adultos, de ambos os sexos, de todas as classes sociais, que lado a lado, dão os primeiros passos, as primeiras quedas, as primeiras corridas. Todos são alunos, todos são professores. São dezenas, centenas, milhares de praticantes, que dia a dia passam pelo ring. É a verdadeira massificação da modalidade. Da patinagem ao hóquei é apenas um curto espaço de três anos. Assim um grupo de jovens saídos das escolas do Clube constitui a 1ª equipa que em 1952 se filia na Associação de Hóquei de Oeste e nesse mesmo ano conquista a respectiva Taça de Honra. A vida do Clube gira fundamentalmente em torno do seu ring, que desde Abril de 1950, passou a designar-se “Parque Dr.Jorge Marçal”. A urbanização é no entanto, a sombra fantasmagórica do Clube. E, por força da urbanização, o ring é expropriado em 1962, vendo-se o Clube forçado a utilizar outras instalações com todos os inconvenientes e sacrifícios daí emergentes. É certo porém, que a Câmara Municipal se responsabilizou pela construção de um novo ring e o concretiza com atrasos e polémica mas que, de qualquer forma permitiram que o Sporting Clube de Tomar tivesse aí desenvolvido as suas actividades, com o mérito e o realce reconhecido. Mas a urbanização tem sido implacável na sua acção demolidora de tudo quanto diz respeito ao Sporting, que em 1965 vê demolido o edifício que lhe servia de sede social, sem qualquer indemnização ao Clube. Posteriormente passa a utilizar o ring Municipal e reinicia a sua campanha do Hóquei. Na época de 1980/81 sagra-se Campeão Nacional da 2ª Divisão Nacional passando, no ano seguinte a disputar o Campeonato Nacional da 1ª Divisão onde se mantém largos anos sempre em plano de evidência prestigiando Tomar e esta vasta Região da Zona Centro do País.
Neste período é de salientar a participação do Clube, na época de 1985/86, na Taça CERS, que lhe deu também prestígio internacional na modalidade. Também nas épocas de 1993/94 e 1999/00, voltou a alcançar o Título de Campeão Nacional da 2ª Divisão.
Na época de 2011/12 a equipa de Hóquei em Patins - Escalão de Juvenis - sagrou-se Campeã Nacional da modalidade, ao vencer a Final Four disputada em Sesimbra.
Na época 2015/16, após vitória por 5-0 frente ao Valença HC na 2ª mão do apuramento do campeão, o O SC Tomar conseguiu o seu 4.º campeonato nacional da 2.ª divisão (1980/81, 1993/94, 1999/00 e 2015/16) após ter conquistado a subida e a 21.ª presença na 1.ª divisão nacional.
Na época de 2016/17, a equipa sénior de hóquei em patins foi finalista da Taça de Portugal pela 1ª vez na sua história. O jogo da final foi frente ao FC Porto, clube que se sagrou vencedor do troféu. Nesta mesma época, a equipa de Sub20 venceu a Taça APL. Os Sub 17 classificaram-se em 8.º lugar no campeonato nacional. A equipa de sub15 disputa a Fase Final do campeonato nacional estando entre os 4 melhores do escalão. Benjamins venceram a "Taça Felix Carvalho" (APR + APLei).
Na época de 2017/18 a equipa sénior de hóquei em patins atingiu novamente a final a quatro da Taça de Portugal, desta vez com Tomar como cidade anfitriã da competição, tendo sido eliminada pelo Valongo, na meia final, no desempate por grandes penalidades. O FC Porto ganharia novamente a competição. Disputou ainda a Taça CERS, eliminando os franceses do Merignac e os italianos do Valdagno. Viria a ser afastada pela competição pelo Lerida de Espanha, que se sagraria vencedor da competição.
Na temporada de 2018/19 disputou a nova competição europeia WS Europe Cup, eliminando os espanhóis do Caldes na 1.ª eliminatória, para depois ser afastada da competição pelos italianos do Sarzana. Nesse ano, viria a terminar o campeonato em 13.º lugar, sendo relegado à 2.ª divisão.

## Plantel
| Nº | Nac.     | Nome            |
| -- | -------- | --------------- |
| 31 | Portugal | José Silva      |
| 68 | Portugal | António Marante |

| Nº | Nac.      | Nome                       |
| -- | --------- | -------------------------- |
| 3  | Portugal  | Guilherme Silva            |
| 18 | Portugal  | Filipe Almeida             |
| 22 | Portugal  | André Centeno              |
| 48 | Portugal  | Diogo Cortez               |
| 54 | Portugal  | Gonçalo Neto               |
| 74 | Portugal  | Pedro Martins              |
| 77 | Argentina | Franco “Tato” Ferruccio    |
| 79 | Portugal  | Alexandre Marques “Xanoca” |

| Nac.     | Nome            | Cargo             |
| -------- | --------------- | ----------------- |
| Portugal | Nuno Lopes      | Treinador         |
| Portugal | João Sousa      | Treinador Adjunto |
| Portugal | Ricardo Cardoso | Delegado          |
| Portugal | Manuel Vitorino | Delegado          |
| Portugal | Luis Carrão     | Massagista        |
| Portugal | Cláudio Mateus  | Massagista        |

### Internacional
- «Ligações ao Hóquei em todo o Mundo»
- «Portal HóqueiPatins - Atualidade mundial do hóquei em patins»
- «Mundook - Atualidade mundial do hóquei em patins»
- «Hardballhock - Atualidade mundial do hóquei em patins» (em inglês)
- «Inforoller - Atualidade mundial do hóquei em patins» (em francês)
- «Blogue Hardballhock - Atualidade mundial do hóquei em patins» (em inglês)
- «Blogue Rink-Hockey - Atualidade mundial do hóquei em patins» (em inglês)
- «Solo Hockey - Atualidade mundial do hóquei em patins» (em espanhol)